# Anti-humor
Anti-humor é um tipo de humor indireto e alternativo que envolve o contador de piadas entregando algo que intencionalmente não é engraçado ou carece de significado intrínseco. A prática se apoia na expectativa do público de algo humorístico e, quando isso não acontece, a própria ironia tem valor cômico. O anti-humor também é a base de vários tipos de pegadinhas e embustes.
O humor de tais piadas se baseia no fator surpresa da ausência de uma piada esperada ou de um punchline em uma narração que se configura como uma piada. Esse tipo de anticlímax é semelhante ao da história do cachorro desgrenhado. De fato, alguns pesquisadores veem a "história do cachorro desgrenhado" como um tipo de antipiada.

## Na comédiastand-up
A comédia alternativa, entre outros aspectos, parodia a ideia tradicional da piada como forma de humor. Piadas anti-humor também são frequentemente associadas a comediantes deliberadamente ruins. O comediante de stand-up Andy Kaufman tinha sua própria marca única de atos anti-humor, quase surrealistas, combinados com arte performática; uma de suas manifestações mais conhecidas disso foi seu ato como a persona fictícia de Tony Clifton, um artista de lagarto de salão sem talento. Norm Macdonald era outro comediante às vezes associado à atuação anti-humor, embora se opusesse à caracterização.